# Diocesi di Numida
La diocesi di Numida (in latino: Dioecesis Numidensis) è una sede soppressa e sede titolare della Chiesa cattolica.

## Storia
Numida, nel territorio di Amourah nell'odierna Algeria, è un'antica sede episcopale della provincia romana della Mauritania Cesariense.
Sono due i vescovi censiti di questa diocesi africana. Alla conferenza di Cartagine del 411, che vide riuniti assieme i vescovi cattolici e donatisti dell'Africa romana, prese parte il donatista Gennaro, il quale affermò di non avere avversari cattolici nella sua diocesi. Gli rispose Reparato di Sufasar, dicendo che Numida apparteneva alla sua diocesi e che era governata da un prete del suo presbiterio. Questa indicazione collocherebbe l'antica Numida nei pressi di Sufasar, ossia Amourah (provincia di Djelfa).
Il secondo vescovo è Vittore, il cui nome appare al 118º posto nella lista dei vescovi della Mauritania Cesariense convocati a Cartagine dal re vandalo Unerico nel 484; Vittore era già deceduto in occasione della redazione di questa lista.
Dal XVIII secolo Numida è annoverata tra le sedi vescovili titolari della Chiesa cattolica; dal 20 dicembre 2024 il vescovo titolare è Timothy James O'Malley, vescovo ausiliare di Chicago.

## Cronotassi

### Vescovi residenti
- Gennaro † (menzionato nel 411) (vescovo donatista)

- Vittore † (prima del 484)

### Vescovi titolari
- Ildefonso Naselli, O.S.B. † (20 settembre 1728 - ? deceduto)
- Severino Maria (Giuseppe) Castelli, O.S.B. † (27 marzo 1765 - ?)
- Etienne Blanquet de Rouville † (28 gennaio 1828 - 3 novembre 1838 deceduto)
- Paul Bùi Chu Tạo † (24 gennaio 1959 - 24 novembre 1960 nominato vescovo di Phát Diêm)
- Cornélio Veerman, C.M. † (27 febbraio 1961 - 30 novembre 1970 dimesso)
- Edward Louis Heston, C.S.C. † (6 gennaio 1972 - 2 maggio 1973 deceduto)
- Mario Pio Gaspari † (6 giugno 1973 - 23 giugno 1983 deceduto)
- Giovanni Battista Morandini † (30 agosto 1983 - 21 ottobre 2024 deceduto)
- Timothy James O'Malley, dal 20 dicembre 2024